# Czabajka (Harta)
Czabajka – wzniesienie w Polsce, leżące na granicy gmin Hyżne oraz Dynów, w powiecie rzeszowskim, w województwie podkarpackim, w paśmie Pogórza Dynowskiego.
Jest najwyższym szczytem miejscowości Harta oraz gminy Hyżne, wznosi się na wysokość 416 m n.p.m.

## Turystyka
Przez wzniesienie przebiega czarny szlak turystyczny PTTK ze skrzyżowania w Dylągówce do leśniczówki w Hyżnem. Sam szczyt Czabajki nie jest udostępniony żadnym szlakiem turystycznym, jednak można dostać się na niego dość szeroką i wygodną ścieżką gruntową. 

## Obserwacje

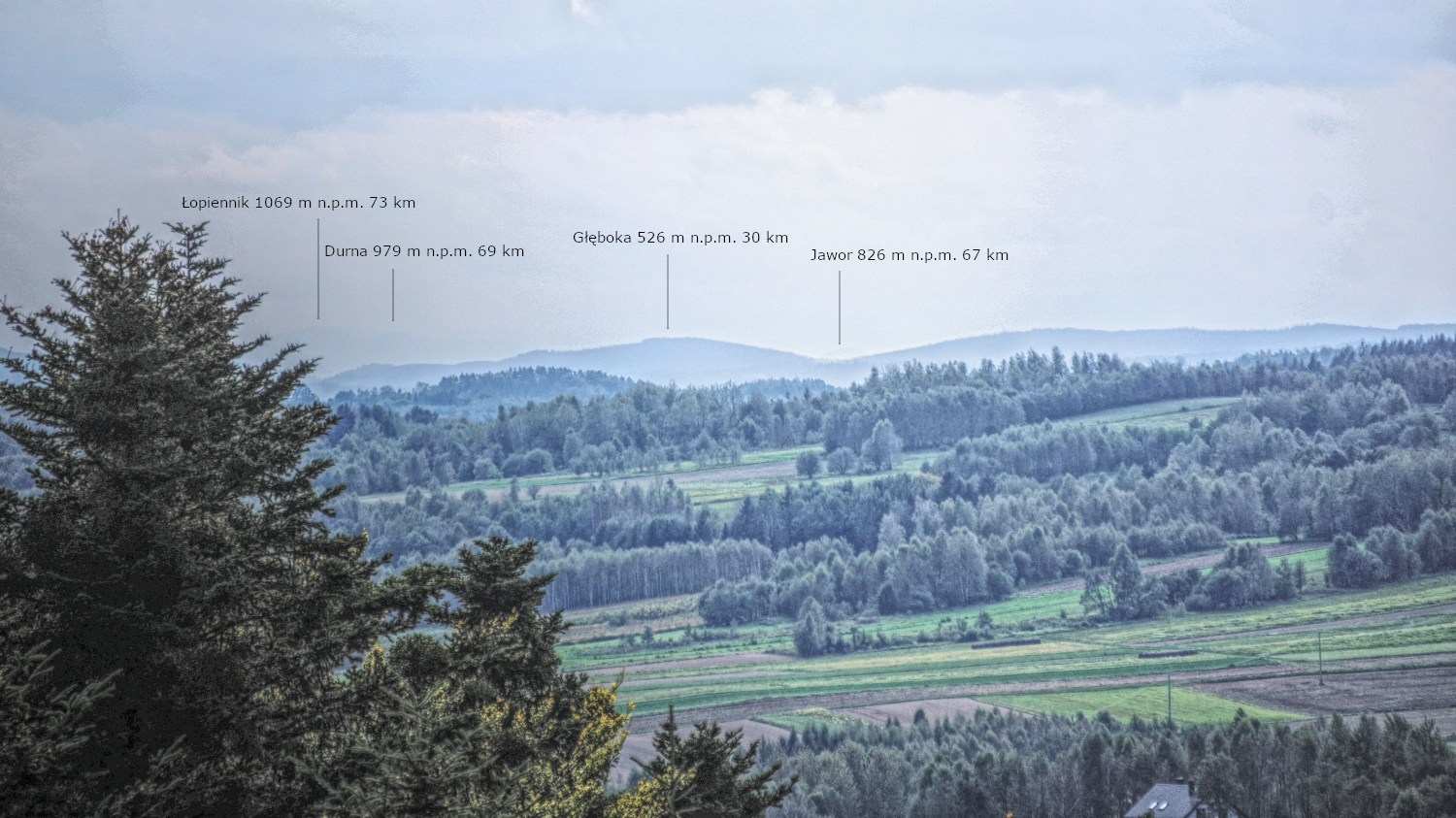
Panorama z Czabajki w kierunku południowym, widoczny szczyt Łopiennik w Bieszczadach

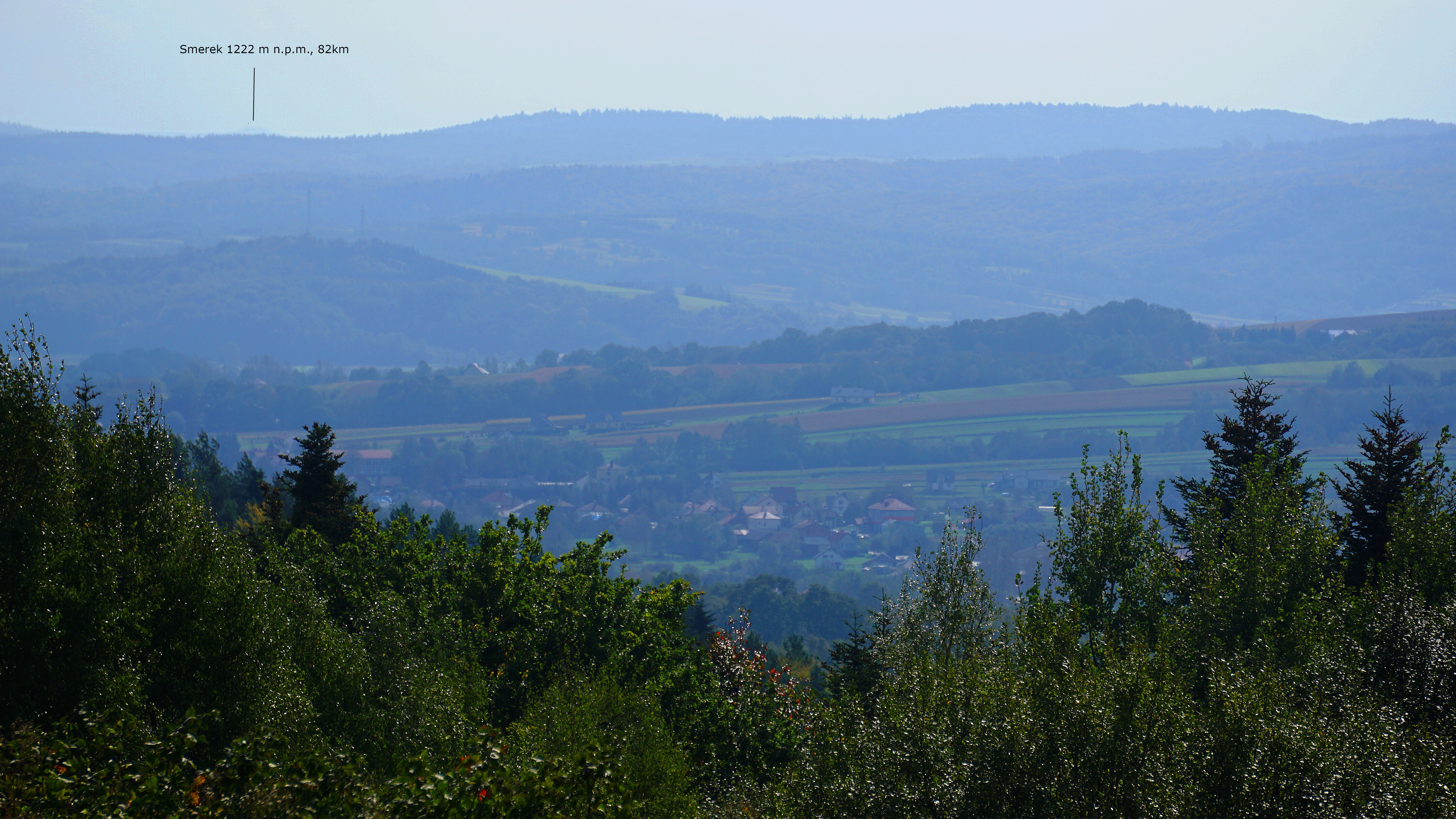
Panorama z Czabajki w kierunku południowo-wschodnim, widoczny Smerek w Bieszczadach

Czabajka jest dobrym punktem obserwacyjnym na okoliczne tereny Pogórza Dynowskiego. Ze względu na zalesienie wierzchołka, najciekawszy widok w kierunku południowo-zachodnim oraz północno-wschodnim można uzyskać ze ścieżki około 150 metrów od szczytu. Przy odpowiednich warunkach atmosferycznych można dostrzec stamtąd szczyty Beskidu Niskiego oraz Bieszczadów.